# Улица Лермонтова (Новосибирск)
Улица Ле́рмонтова — прямая улица в Центральном районе Новосибирска. Начинается от улицы Мичурина, пересекает улицу Каменскую, после чего прерывается, образуя Т-образный перекрёсток с улицей Семьи Шамшиных, затем появляется восточнее основной части улицы в жилом квартале, образованном улицами Гоголя, Семьи Шамшиных, Некрасова и Ольги Жилиной. Вторая часть улицы заканчивается, примыкая к улице Ольги Жилиной. Нумерация улицы увеличивается с запада на восток.

## Организации
- Галерея Новосибирск (ТРЦ)
- Весна, детская школа искусств
- Детский сад № 34
- Диво, центр трихологии